# Стром Термонд
Джеймс Стром Термонд (англ. James Strom Thurmond; нар. 5 грудня 1902, Еджфілд, Південна Кароліна — пом. 26 червня 2003, там само) — американський політик-республіканець. Був губернатором Південної Кароліни з 1947 по 1951 і представляв штат у Сенаті США з 1954 по 2003. У 1964 перейшов з Демократичної партії до Республіканської. З 1981 по 1987 і з 1995 по 2001 він був Тимчасовим президентом Сенату.
У 1948 був незалежним кандидатом на президентських виборах, але програв Гаррі Трумену. Формально він був пов'язаний з демократами, які хотіли зберегти расову сегрегацію на Півдні. Пізніше Термонд, однак, змінив свої погляди, підтримавши зусилля з інтеграції.